# Asesinato de Enrique Estuardo
El asesinato de Enrique Estuardo fue un crimen cometido en Edimburgo el 10 de febrero de 1567. La víctima, Lord Darnley, era al momento de su muerte rey consorte de Escocia como segundo esposo de María Estuardo.

## Ubicación
Lord Darnley fue asesinado en la conocida como «casa del viejo preboste», en Kirk o' Field (oficialmente Colegiata de St Mary in the Fields). La iglesia recibió dicho nombre por su primitiva ubicación a las afueras de la antigua muralla de Edimburgo, en los terrenos situados al sur. Fundada por los agustinos de la Abadía de Holyrood, aparece mencionada por vez primera en 1275; se convirtió en colegiata antes de 1511, contando con un preboste, diez prebendados y dos cantores. En 1513 pasaría a formar parte de la ciudad de Edimburgo gracias a la construcción de un edificio adyacente, Flodden Wall, a lo largo del perímetro sur de los terrenos de la iglesia (la «casa del viejo preboste» fue levantada contra este muro). Por su parte, el hospital del templo, erigido en el perímetro norte, sucumbió al Incendio de Edimburgo en 1544, siendo la iglesia secularizada durante la Reforma protestante. James Hamilton, duque de Châtellerault, construyó una mansión en el emplazamiento del desaparecido hospital en torno a 1552, siendo esta propiedad conocida como «Casa Hamilton» o «Residencia del duque» (Kirk o' Field se encontraba aproximadamente a diez minutos a pie del Palacio de Holyrood), cerca de Cowgate. Los terrenos de Kirk o' Field serían otorgados a la ciudad por orden del rey Jacobo I en 1582 para la fundación de una nueva universidad, la Tounis College, pasando la «Casa Hamilton» a servir como el edificio principal de la Universidad de Edimburgo. Debido a que la «casa del viejo preboste» se hallaba adyacente al Flodden Wall, se cree que se encontraba en la actual esquina sureste de la Vieja Universidad, en la unión entre South College Street y South Bridge (el Museo Nacional de Escocia está situado al oeste de la Vieja Universidad). Sin embargo, durante unas excavaciones arqueológicas llevadas a cabo tras el incendio de Cowgate en 2002, el genealogista Rob Maxtone Graham expuso sus dudas acerca de la ubicación exacta de la casa, afirmando que el lugar donde Enrique fue asesinado podría estar emplazado en el bloque existente entre Cowgate y la universidad.

## Asesinato

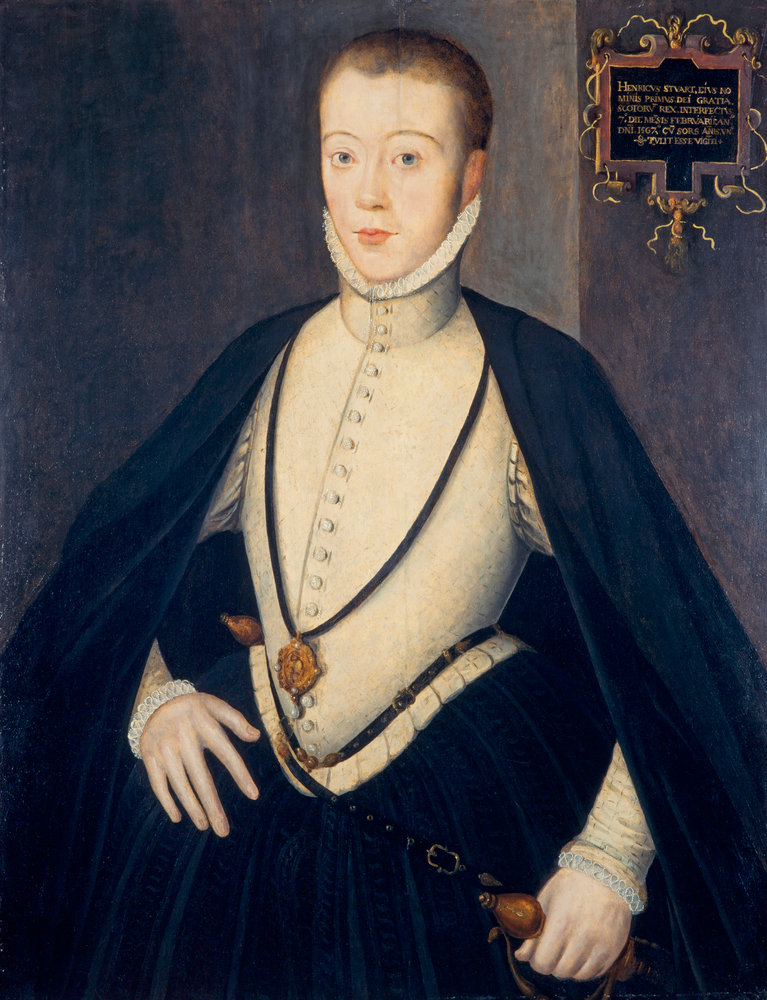
Retrato de Enrique Estuardo (c. 1564, anónimo). Galerías Nacionales de Escocia.

A su regreso a Edimburgo con su esposa a comienzos de 1567, Lord Darnley se alojó en la «casa del viejo preboste», consistente en una vivienda de dos plantas dentro del patio de la iglesia; la residencia era propiedad de Robert Balfour, hermano de Sir James Balfour, destacado consejero de la reina María. Adyacente a ella se encontraba la casa de James Hamilton, propiedad que la corte de Enrique creyó inicialmente que sería el lugar de su hospedaje. La reina solía acudir desde Holyrood para visitar a su esposo; Thomas Nelson, ayuda de cámara de Lord Darnley, mencionó que tanto María como Margaret Beaton tocaban y cantaban por la noche en el jardín. La madrugada del 10 de febrero, a las 2:00 horas GMT, mientras la reina (quien había ido a visitar a su esposo a la 1:00 GMT) se encontraba en Holyrood como invitada al banquete de bodas y mascarada de su sirviente y músico de la corte Bastian Pagez, la casa resultó destruida por una explosión de pólvora. Mateo Estuardo, IV conde de Lennox y padre de Enrique, narraría los hechos afirmando que algunos testigos declararon haber visto a María vestida con ropas de hombre aquella noche, prendas con las que «le encantaba estar a menudo, secretamente en bailes con su esposo el rey, e ir con máscaras de noche por las calles». La asistencia disfrazados en las bodas no eran inusuales en la corte escocesa. Los cadáveres parcialmente vestidos de Lord Darnley y su criado fueron hallados en un huerto cercano con signos aparentes de asfixia o estrangulamiento pero ninguna herida provocada por la explosión, descrita como de «una fuerza y vehemencia, que de todas las habitaciones, muros y demás, no queda nada que no esté arruinado y derribado en fragmentos hasta la misma primera piedra». En el interior murió otro sirviente. Junto a los cuerpos se encontraban una silla, una cuerda, una daga y dos batas; Darnley y su criado alcanzaron a oír que se había depositado pólvora en la vivienda, motivo por el que trataron de escapar del lugar, utilizando para ello la silla, la cuerda y la daga. El hecho de que saliesen huyendo con batas se debió a que para esas horas ya se habían acostado.
Tres testigos efectuaron declaraciones juradas al día siguiente. Bárbara Mertine afirmó haber estado mirando por la ventana de su casa en Friar's Wynd y haber escuchado a trece hombres atravesar Friar Gate en dirección a Cowgate y subir a Friar's Wynd; entonces oyó la explosión y vio pasar a otros once hombres, a los cuales Mertine llamó traidores a gritos. May Crokat vivía frente a Mertine; Crokat se encontraba en la cama con sus gemelos y oyó también la explosión, corriendo inmediatamente hacia la puerta llevando puesta tan solo una camisa y viendo acto seguido a los once hombres que había visto Mertine. Crokat agarró a uno de ellos y le preguntó por lo ocurrido, no recibiendo respuesta alguna. Por último, John Petcarne, cirujano residente en la misma calle, no oyó nada inusual, aunque sí fue requerido para atender a Francisco de Busso, criado italiano al servicio de la reina. Posteriormente, James Melville de Halhill escribiría en sus Memorias que Lord Darnley fue sacado de la casa antes de la explosión y asfixiado en un establo con una servilleta en la boca, quedando su cuerpo abandonado bajo un árbol. Melville acudió a Holyrood al día siguiente para hablar con James Hepburn, IV conde de Bothwell, quien le contó que un trueno o relámpago había surgido del cielo y quemado la casa, afirmando que no había «ninguna herida o marca» en el cadáver; Melville declaró que el sirviente real Alexander Durham (del Castillo de Duntarvie) custodió el cuerpo y le impidió verlo. El 12 de febrero el Consejo Privado emitió una proclama en la que se aseguraba que el primero que revelase los nombres de los conspiradores y partícipes del asesinato sería perdonado (en caso de hallarse también involucrado) y obtendría una recompensa de £2000.

## Hechos posteriores

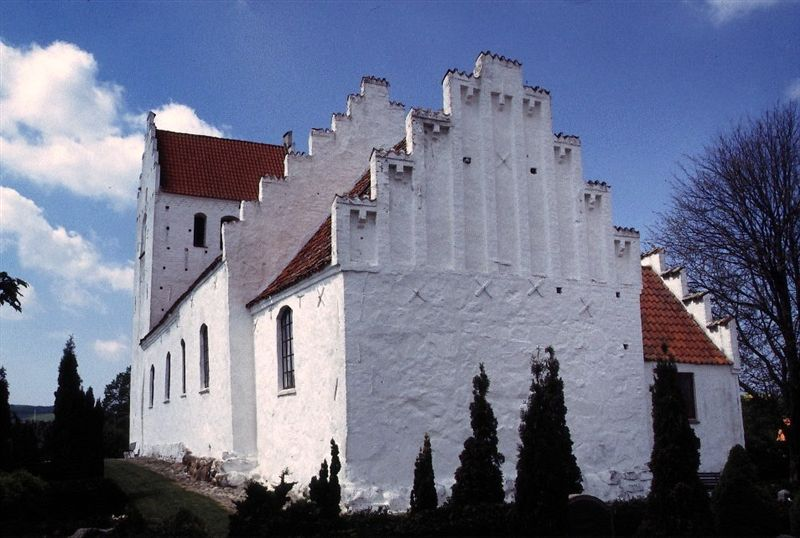
Iglesia de Fårevejle, en Selandia, Dinamarca.

De acuerdo con su testimonio, a la mañana siguiente el criado de la reina Nicolas Hubert, conocido como French Paris, acudió a los aposentos de María en Holyrood para colgar cortinas negras sobre su cama en señal de luto y encender velas en la ruelle, un espacio entre la cama y la pared. Una dama de compañía, Marie Pieris, le dio un huevo frito para que desayunase; oculto tras una cortina, Hubert escuchó una conversación privada entre Pieris y el conde de Bothwell. Las sospechas recayeron enseguida sobre la reina y el conde; pese a que Bothwell fue acusado por Lord Lennox de ser el líder de la conspiración que provocó la muerte a Lord Darnley, el conde fue declarado no culpable el 12 de abril de 1567 por el Consejo Privado de Escocia en un juicio de aproximadamente ocho horas. Tras el veredicto, Bothwell hizo que sus partidarios firmasen un acuerdo denominado «Ainslie Tavern Bond», casándose con la reina María al mes siguiente, tan solo tres meses después del atentado. En sus cartas la reina justificaba su matrimonio afirmando sentir que el país estaba en peligro y que la lealtad del conde había sido probada tanto en batalla como a la hora de defender Escocia. Los enemigos de Bothwell, denominados lores confederados, obtuvieron el control de Edimburgo y capturaron a María en la Batalla de Carberry Hill; los lores declararon al conde su rechazo al matrimonio como la causa de la rebelión, huyendo Bothwell hasta las Islas Shetland y posteriormente a Noruega, aunque pasaría el resto de su vida encerrado en el Castillo de Dragsholm, en Selandia, siendo enterrado tras su muerte en la iglesia de Fårevejle. Cuatro de sus hombres, entonces en prisión, fueron torturados el 26 de junio de 1567; todos ellos fueron «puestos en los hierros y atormentados, para promover la prueba de la verdad». El Consejo Privado, conducido por James Douglas, IV conde de Morton, argumentó que este suplicio tenía un carácter especial, no volviendo a ser este método de tortura empleado en otros casos. Por su parte, María fue encerrada en el Castillo de Lochleven y persuadida para abdicar. 
La muerte de Lord Darnley permanece en la actualidad como un crimen sin resolver pese a las controvertidas «cartas del cofre», las cuales supuestamente incriminaban a la reina al vincularla con el complot para matar a su marido, mientras que el medio hermano de María, Jacobo Estuardo, quien se convirtió en regente de Escocia tras la renuncia al trono de la reina, habría firmado presuntamente un juramento en el Castillo de Craigmillar junto con otros lores en diciembre de 1566 en el cual se comprometía a deshacerse de Enrique.

## Juicios y condenas
Los registros de los juicios, concretamente las declaraciones de los acusados y los testigos, constituyen una importante fuente de información acerca de los hechos, siendo la mayoría publicados en la obra de Robert Pitcairn Juicios criminales en Escocia (1833). Los acusados fueron interrogados tras la abdicación de María, con varias teorías alternativas sobre el asesinato ignorando las evidencias. El capitán William Blackadder, relacionado con Bothwell, fue ejecutado el 14 de junio de 1567 pese a decirse en su momento que solo había sido testigo de los hechos (se convirtió en uno de los primeros ajusticiados); Lord Herries escribió en 1656 que Blackadder fue arrestado cuando salió corriendo de una taberna en la Royal Mile tras el sonido de la explosión. El capitán aseguró ser inocente ante un jurado compuesto por tenientes de Lord Lennox, pese a lo cual fue ahorcado, arrastrado y descuartizado. En diciembre de 1567, John Hepburn de Boltoun, John Hay (supuesto heredero de Tallo), William Powrie y George Dalgleish, todos ellos sirvientes de Bothwell, fueron sometidos a juicio, siendo condenados a morir ahorcados y descuartizados. La cabeza de Dalgleish, quien había entregado las «cartas del cofre» al conde de Morton, fue colocada en el arco de la puerta de Edimburgo.
William Powrie efectuó su declaración en junio, en la que describió como él y sus cómplices llevaron la pólvora en cofres hasta la habitación bajo los aposentos del rey; Powrie contó a su vez que mientras llevaban los cofres vacíos de regreso a Blackfriar's Wynd vieron a la reina y a sus acompañantes «ir delante de ellos con antorchas encendidas». Thomas Nelson, ayuda de cámara de Lord Darnley, declaró que en principio se pensó que el rey y su corte se hospedarían en el Castillo de Craigmillar. Cuando llegaron la «casa del viejo preboste», María ordenó a su criado Servais de Condé traer tapices para la habitación y una nueva cama de terciopelo negro. Balfour entregó las llaves a Nelson a excepción de la que abría la puerta del sótano, la cual conducía al sur a través de la muralla de la ciudad. Tras dos noches la reina ordenó reemplazar la cama de terciopelo negro por una vieja de color púrpura argumentando que el agua del baño podía estropear el mueble, disponiendo a su vez una cama verde para ella en un cuarto inferior (George Buchanan expuso en su obra de 1582 Historia de Escocia que el reemplazo de la cama nueva probaba la implicación de María en el crimen). Hubert afirmó que Bothwell accedió a los aposentos de Enrique en compañía de la reina y, con la excusa de que necesitaba hacer uso del baño, se lo llevó a un lugar aparte y le pidió las llaves, declarando Paris que su cometido no era custodiarlas; Bothwell le informó del complot, ante lo cual Hubert, afectado por la conversación, se dedicó a caminar pensativo en la Catedral de Saint Giles (por temor a las consecuencias de la conspiración, Paris consideró seriamente abordar un barco en Leith). En su segundo interrogatorio Hubert nombró a Blackadder, quien ya había sido ejecutado, siendo Paris ajusticiado el 16 de agosto de 1567.

## Teorías de la conspiración
Una antigua teoría sugiere que los condes de Morton y Moray se encontraban detrás del atentado, dirigido por Bothwell para cumplir con las ambiciones de María, si bien ambos negaron su participación en el crimen durante toda su vida. Las tardías y parciales Memorias escritas por Lord Herries en 1656 apoyan y desarrollan esta hipótesis; Maxwell, considerando los argumentos de escritores precedentes, creía que la propia María era inocente y que los dos condes arreglaron su matrimonio con Bothwell (el conde de Moray se ausentó la noche antes del atentado para cuidar supuestamente a su esposa enferma, apareciendo al día siguiente). Otra teoría culpa a Balfour del asesinato ya que tras la explosión Sir William Drury, mariscal de Berwick, informó al Secretario de Estado William Cecil que Balfour había comprado pólvora por valor de 60 libras escocesas poco antes del atentado; Balfour podría haber almacenado la mercancía en el edificio de al lado, también de su propiedad, y haber detonado los aposentos del rey trasladando la pólvora de un sótano al otro. Sin embargo, Balfour era capitán del Castillo de Edimburgo y probablemente adquirió la pólvora para ser empleada allí. Una tercera teoría sugiere la participación del duque de Châtellerault ya que su casa estaba ubicada en el mismo patio que la «casa del viejo preboste»; Hamilton era un acérrimo enemigo de la familia de Lord Darnley ya que ambos mantenían disputas por la sucesión al trono de Escocia, estando el duque a su vez relacionado con la familia Douglas, también enemigos de Lord Darnley, aunque no hay ninguna prueba que lo señale como culpable.

## Dibujos enviados a Inglaterra
Un dibujo contemporáneo de la escena del crimen muestra en la parte superior izquierda al infante Jacobo I sentado en su cuna rezando la siguiente oración: «Juzga y venga my causa, oh Señor». En el centro de la imagen se aprecian las ruinas de la casa mientras que a la derecha aparecen Lord Darnley y su criado muertos en el huerto, figurando debajo y a la izquierda los ciudadanos de Edimburgo reunidos en torno a cuatro soldados, quienes aparecen trasladando uno de los cadáveres para darle sepultura (el artista fue contratado por Cecil, siendo el dibujo enviado a Inglaterra). Este bosquejo ha sido incorrectamente fechado el 9 de febrero de 1567 (fue realizado al día siguiente del crimen) e incluye numerosos elementos encriptados: en primer lugar aparenta ser el testimonio de un testigo del asesinato, si bien el infante Jacobo no estuvo presente ni tenía edad suficiente para pronunciar las palabras que se le atribuyen en el dibujo, por lo que se trata más de un elemento propagandístico o alegórico que de un testimonio fiel a los hechos. Este lema y una imagen similar de padre e hijo serían utilizados en el estandarte de los lores confederados rebeldes, primero en el Castillo de Edimburgo y más tarde en la Batalla de Carberry Hill. Este estandarte fue descrito por el embajador francés Philibert du Croc, siendo un boceto del mismo enviado a Inglaterra; en él se muestra la muralla de la ciudad y la puerta de la casa abierta al fondo, todo ello con base en el testimonio de Nelson. Los jinetes que aparecen a la derecha del dibujo contratado por Cecil constituyen a día de hoy un misterio: varios testigos mencionaron la presencia de jinetes aquella noche una semana después del atentado (supuestamente una banda comandada por Andrew Kerr), por lo que resulta desconcertante cómo el autor del bosquejo podía conocer este detalle al día siguiente de lo ocurrido. En adición a lo anterior, se hizo circular por Edimburgo un cartel en el que la reina María era mostrada como una sirena seductora; el autor nunca fue identificado, siendo una copia del mismo enviado también a Inglaterra.